# Rally Sol-RACE de 1982
El Rally Sol-RACE de 1982, oficialmente 30.º Rally Sol-RACE, fue la trigésima edición, la décima ronda de la temporada 1982 del Campeonato de Europa y la tercera de la temporada 1982 del Campeonato de España de Rally. Se celebró del 19 al 21 de marzo y contó con un itinerario de cuarenta y dos tramos que sumaban unos 550 km cronometrados. Se inscribieron en la prueba setenta y dos equipos de los que tomaron la salida finalmente cincuenta y nueve.

## Clasificación final
| Pos. | Piloto                | Copiloto                  | Automóvil             | Tiempo  | Diferencia |
| ---- | --------------------- | ------------------------- | --------------------- | ------- | ---------- |
| 1.   | Andrea Zanussi        | Arnaldo Bernacchini       | Fiat 131 Abarth       | 5:00:31 | 0.0        |
| 2.   | Beny Fernández        | José Luis Sala            | Porsche 911 SC        | 5:01:51 | +1:20      |
| 3.   | Antonio Zanini        | Víctor Sabater            | Talbot Sunbeam Lotus  | 5:03:03 | +2:32      |
| 4.   | Genito Ortiz          | Guillermo Barreras        | Renault 5 Turbo       | 5:04:46 | +4:15      |
| 5.   | Marc Etchebers        | Marie-Christine Etchebers | Porsche 911 SC        | 5:05:37 | +5:06      |
| 6.   | José Antonio Zorrilla | Chefo Abella              | Renault 5 Turbo       | 5:22:22 | +21:51     |
| 7.   | Salvador Servià       | Jordi Sabater             | Ford Fiesta MK1 1600S | 5:22:46 | +22:15     |
| 8.   | Antonella Mandelli    | Fieorella Maggi           | Fiat 131 Abarth       | 5:28:54 | +28:23     |
| 9.   | Juan Carlos Herrero   | Manuel Mínguez            | Talbot Sunbeam Lotus  | 5:35:00 | +34:29     |
| 10.  | Joan Bayó             | Xavier Muntañola          | Talbot Sunbeam Lotus  | 5:46:33 | +46:02     |